# Zyzzyzus warreni
Zyzzyzus warreni är en nässeldjursart som beskrevs av Dale R. Calder 1988. Zyzzyzus warreni ingår i släktet Zyzzyzus och familjen Tubulariidae. Inga underarter finns listade i Catalogue of Life.